# Отальваро, Харрисон
Хосе Харрисон Отальваро Арсе (исп. José Harrison Otálvaro Arce; 28 февраля 1986, Кали, Колумбия) — колумбийский футболист, полузащитник.

## Биография

### Клубная карьера
В чемпионате Колумбии дебютировал в 18 лет — 2 апреля 2004 года в матче «Америка Кали» — «Депортиво Перейра» (0:0). В августе 2006 года был отдан в аренду киевскому «Динамо». В основной команде «Динамо» сыграл один матч в Лиги чемпионов 13 сентября 2006 года против бухарестского «Стяуа» (1:4). Провёл 4 матча в молодёжном первенстве Украины.
В июне 2009 года у него закончился контракт с клубом «Америка Кали» и он перешёл в «Кукута Депортиво».

### Карьера в сборной
Участник чемпионата мира U-20 в 2003 году в ОАЭ. Тогда Колумбия заняла 3-е место. В 2005 году провёл 4 игры и забил 1 гол в составе сборной Колумбии в Нидерландах.